# Glenea solokensis
Glenea solokensis là một loài bọ cánh cứng trong họ Cerambycidae.